# Caenolestes caniventer
Caenolestes caniventer is een zoogdier uit de familie van de opossummuizen (Caenolestidae). De wetenschappelijke naam van de soort werd voor het eerst geldig gepubliceerd door Anthony in 1921.

## Voorkomen
De soort komt voor in zuidwestelijk Ecuador en noordwestelijk Peru.